# Димитриу, Мариос (футболист, 1992)
Мариос Димитриу (греч. Μάριος Δημητρίου; 25 декабря 1992, Никосия, Кипр) — кипрский футболист, защитник клуба «Пафос».

## Клубная карьера
Воспитанник клуба «Омония». В его составе дебютировал на профессиональном уровне 24 ноября 2012 года в матче 11-го тура чемпионата Кипра против клуба АЕП, в котором вышел на замену на 90-й минуте вместо Георгиоса Эфрема. В сезоне 2013/14 он был отдан в годичную аренду в клуб «Алки», где провёл 23 матча и забил 2 гола. После окончания аренды, вернулся в «Омонию», за которую выступал на протяжении следующих четырёх сезонов. В сезоне 2018/19 Димитриу вновь был отдан в аренду, в клуб «Эрмис». Летом 2019 года он покинул «Омонию» и подписал контракт с «Неа Саламина».

## Карьера в сборной
В 2013-14 годах вызывался в молодёжную сборную Кипра, за которую провёл одну игру против сверстников из Бельгии. Летом 2017 года Димитриу был вызван в основную сборную Кипра на матчи отборочного турнира чемпионата мира 2018 против сборных Боснии и Герцеговины и Эстонии, однако на поле не появился.